# ZEFA (Bildagentur)
ZEFA Zentrale Farbbild-Agentur GmbH war eine internationale Bildagentur mit Hauptsitz in Düsseldorf.

## Geschichte
1953 war der V-Dia-Verlag in Heidelberg zu Hause. Er produzierte Dia-Serien zu allen möglichen Themen für den Schulunterricht.
Walther Benser, mit dem Verleger Willy Vogt befreundet, erkannte schnell, dass man von Dias Duplikate erstellen sollte, um den Verteiler zu vergrößern und die Unikate zu schonen, die einem hohen Risiko durch Beschädigungen ausgesetzt waren. Die beiden gründeten 1956 unter dem Verlagsdach eine Bildagentur, die ZFA Zentrale Farbbild Agentur. Sie sollte die Druckrechte eines schnell wachsenden Bildbestandes vermarkten. Einige Jahre werkelte die junge Firma vor sich hin. In der Anlaufphase steckte Walther Benser sein mit Leica-Vorträgen verdientes Geld in die Bildagentur.
Dann verlor Walther Benser die Geduld, holte die Agentur 1964 nach Düsseldorf und begann, intensiv in Bild-Qualität und technische Ausstattung zu investieren. Der Erfolg gab ihm recht. Seit 1969 am Firmensitz im linksrheinischen Düsseldorf-Oberkassel auf der Schanzenstraße 20a, wurde aus dem stoppeligen ZFA die schnittiger zu sprechende ZEFA mit Tochterfirmen in London, Paris und Mailand. In den 1980er-Jahren gehörte die ZEFA zu Europas größten Bildagenturen.
1995 übernahm Erwin Fey als geschäftsführender Inhaber die ZEFA und machte daraus in weniger als zehn Jahren die größte Agentur Europas – die drittgrößte weltweit. Es folgte die Umfirmierung in Zefa Visual Media GmbH, welche im Dezember 2004 von der US-Bildagentur Corbis übernommen wurde. Mit der Übernahme konnte Corbis seine Präsenz im hart umkämpften deutschen Markt massiv ausbauen.